# Andrea del Castagno
Andrea del Castagno (Castagno, 1421 körül – Firenze, 1457) itáliai reneszánsz (quattrocento) festő.

## Életpályája
Castagnóban, egy Firenzéhez közeli faluban született, családnevét is szülőhelyéről kapta. Festői munkásságot Firenzében és Velencében fejtett ki, Paolo Uccello volt a mestere. Az első nagy quattrocentisták széles, nagy felületekben alkalmazott fény és árnyékai helyett Del Castagno a részletek kérlelhetetlenül tárgyilagos, bronzszerű megmunkálására fektette a fő hangsúlyt, a rajznak, a vésett kontúrnak egyik első nagy mestere. Szerette a grisaille-t, szívesen beáldozta a kolorizmust a semleges színű bronzszerű formák plasztikus hatásáért. Kiváló kolorista volt ugyanakkor, ha a megbízó úgy kívánta. Alkalmazta a perspektivikus alulnézetet, amely kiemeli és egyben izolálja a témát az adott környezetből, ezáltal heroizálva azt.
Műveinek legnagyobb része Firenzében a Castagno-múzeumban található (S. Apollonia templom). Itt van a grisaille-szerű Keresztrefeszítés című monumentális alkotása, melyet a michelangelói erejű konstrukciók közt tartanak számon a művészettörténészek. S itt van Az utolsó vacsora koordinátákkal szerkesztett formáival. (Feltehetően Leonardo da Vinci is ismerte ezt a művet, mielőtt a saját azonos témájú művét megfestette). S itt van a Villa Carducci kilenc embernagyságnál nagyobb alakban megfestett híres emberek sorozata. Közülük Magyarországon főleg az Ozorai Pipó néven ismert Filippo Scolari ismert. Természetesen az általa ábrázolt itáliai irodalom klasszikus szerzői legalább ennyire ismertek, Dante Alighieri, Giovanni Boccaccio stb.
A firenzei dómban van Niccolò da Tolentino plasztikus hatású lovas portréja (1456). Egy töredékes freskója a S. Annunziatában van, Berlinban pedig egy oltárképe van, mely A Szűzanya mennybemenetelét (Nagyboldogasszony) ábrázolja. Velencében a S. Zaccariát díszítette freskókkal. Nagy hatású művész volt, az utána következő generációk munkájára jótékony hatást gyakorolt, köztük Alesso Baldovinetti, Antonio del Pollaiolo, Piero del Pollaiolo, Simone del Pollaiolo, Andrea Mantegna.

## Galéria

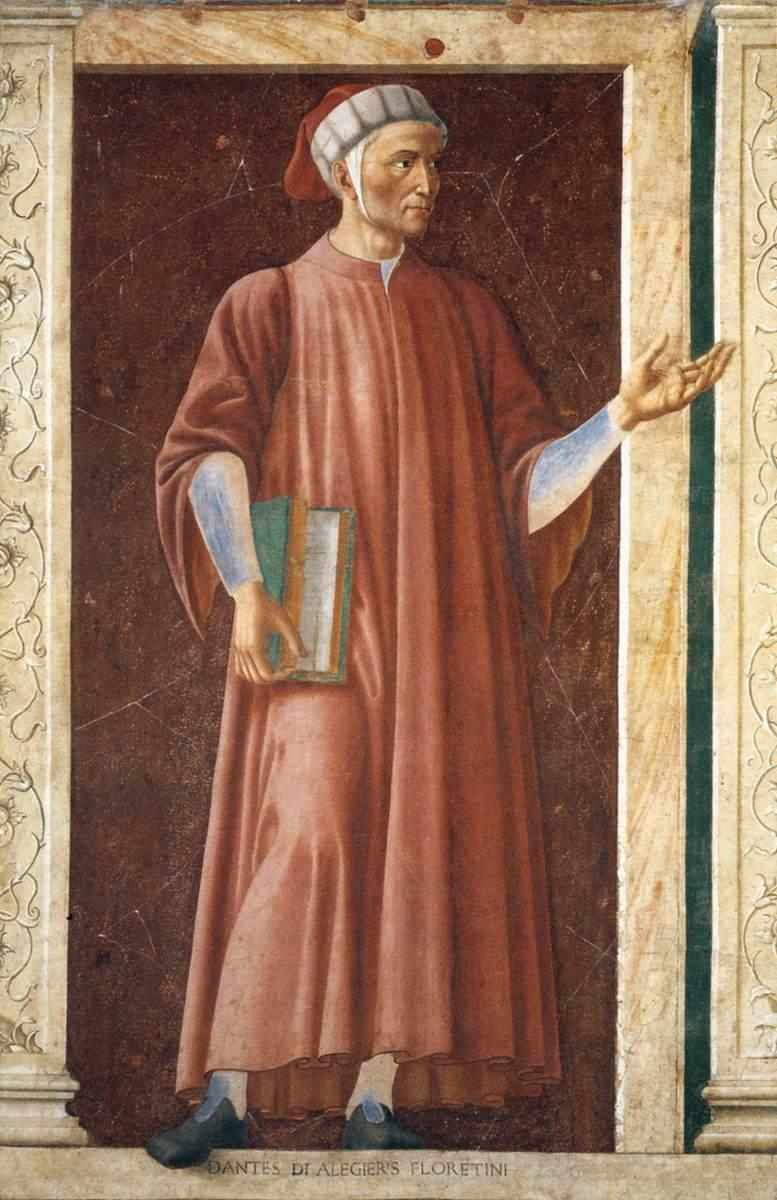
Dante Alighieri (1450, freskó)
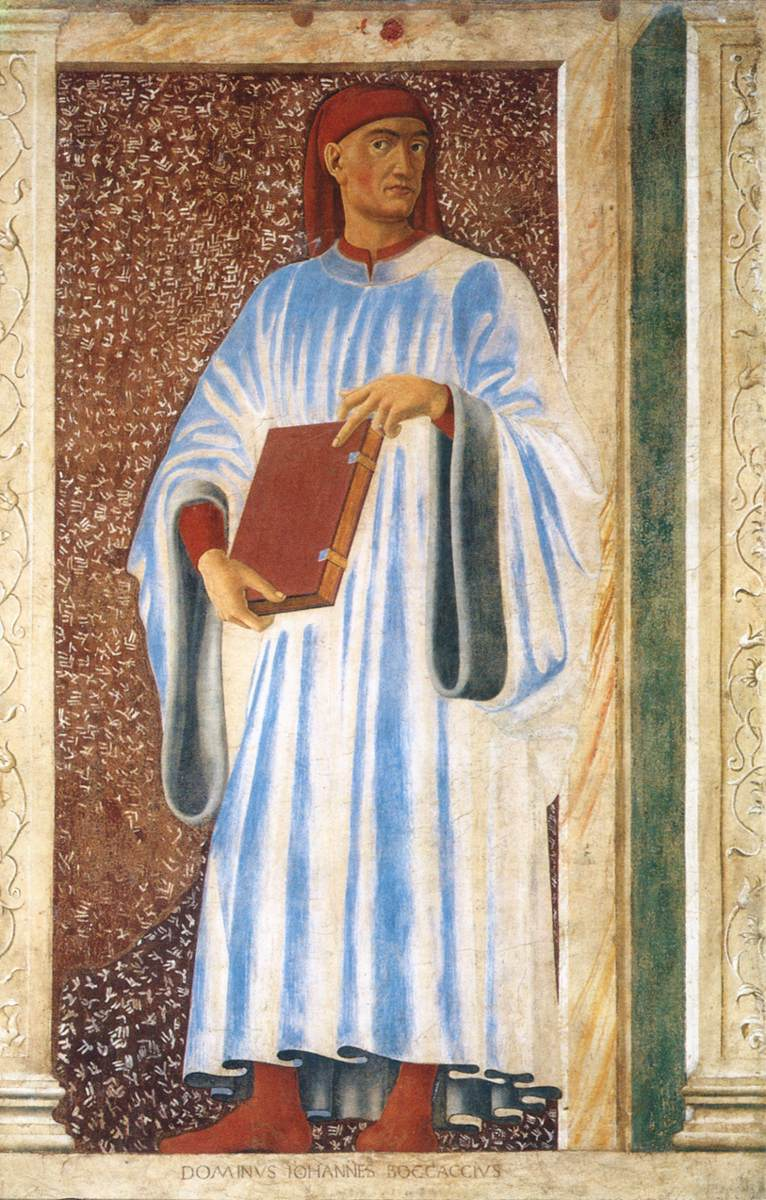
Giovanni Boccaccio (1450, freskó)
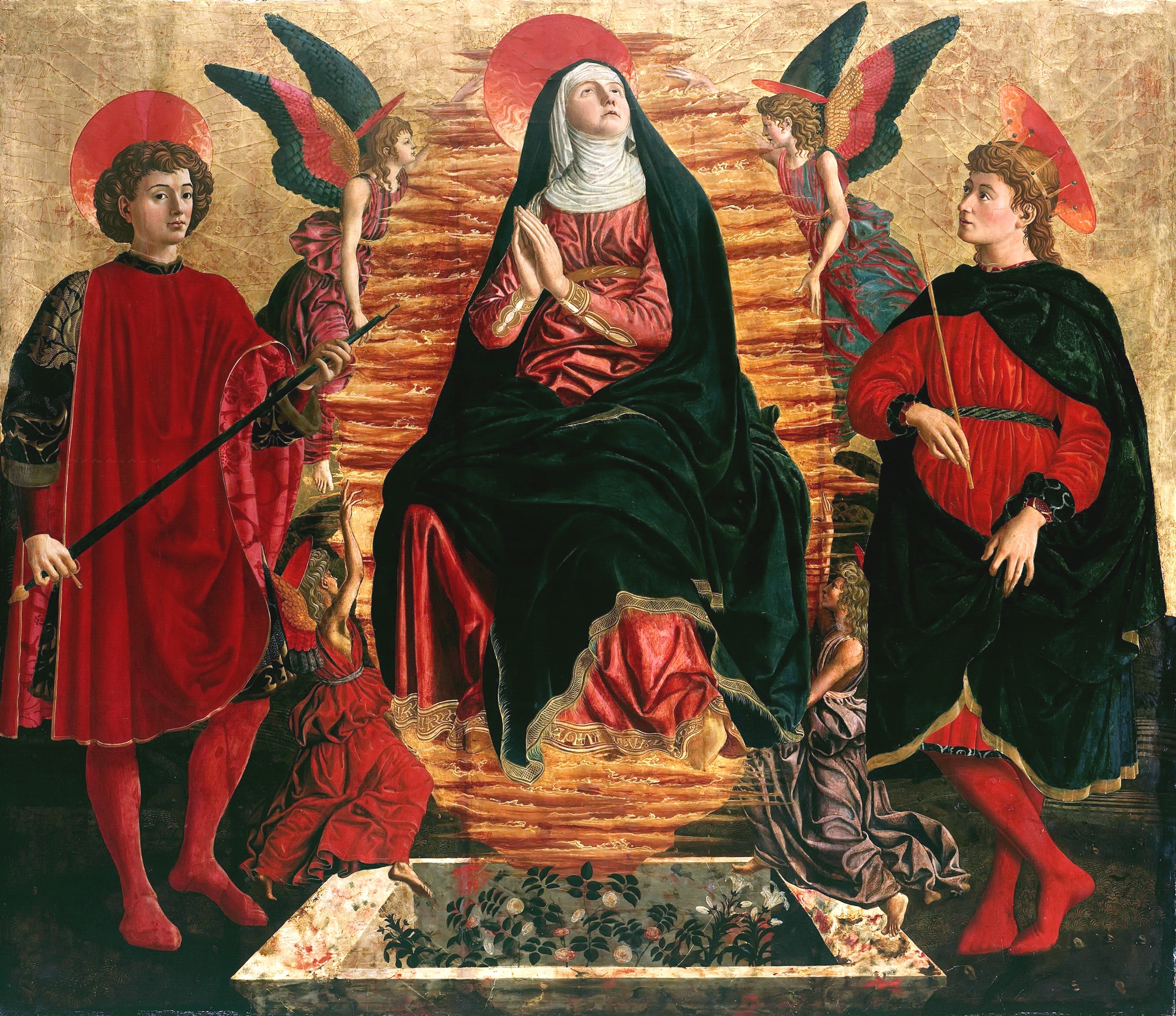
Nagyboldogasszonyunk mennybemenetele (1450, oltárkép, tábla)
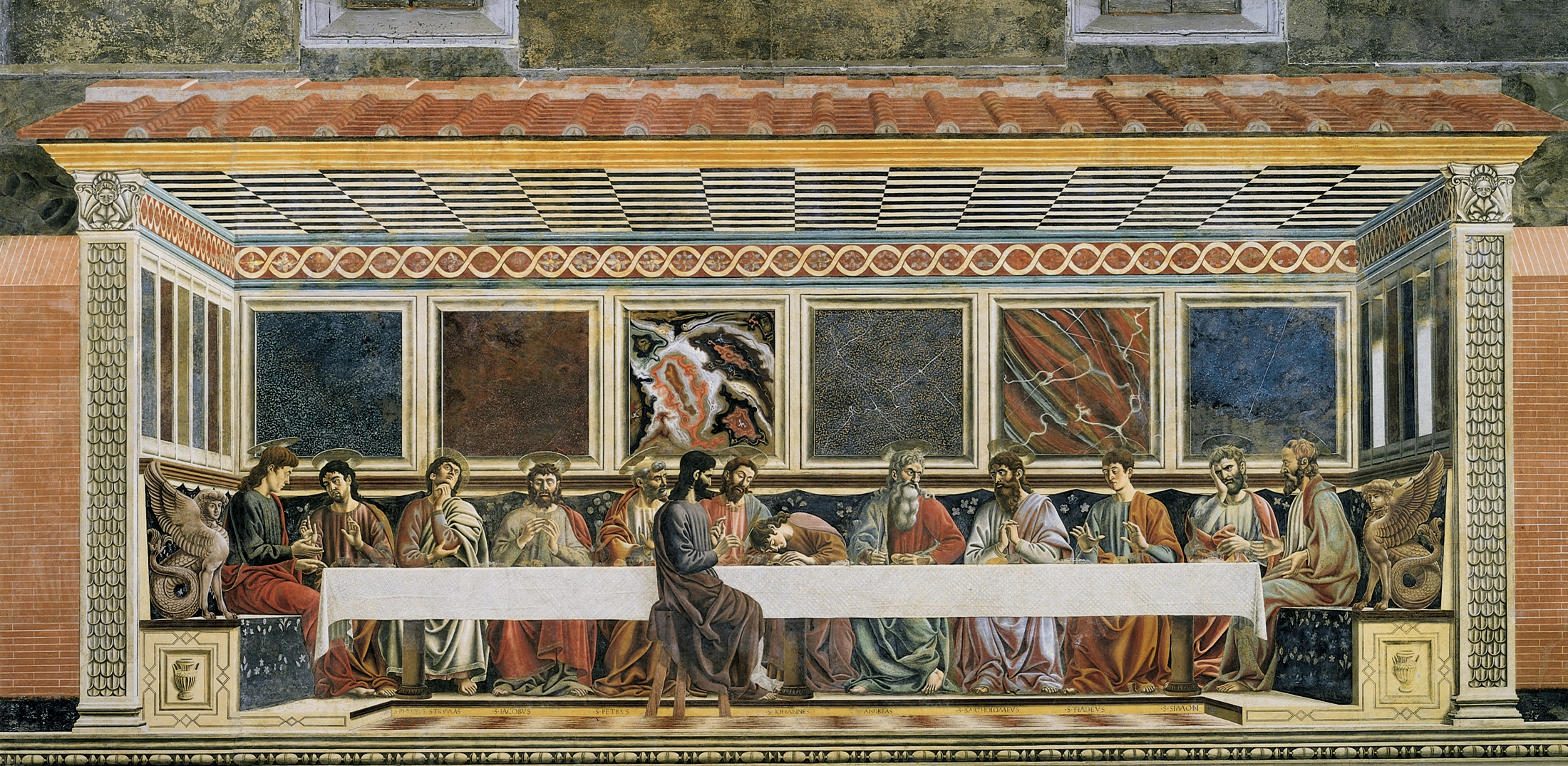
Utolsó vacsora (1445-50, freskó)
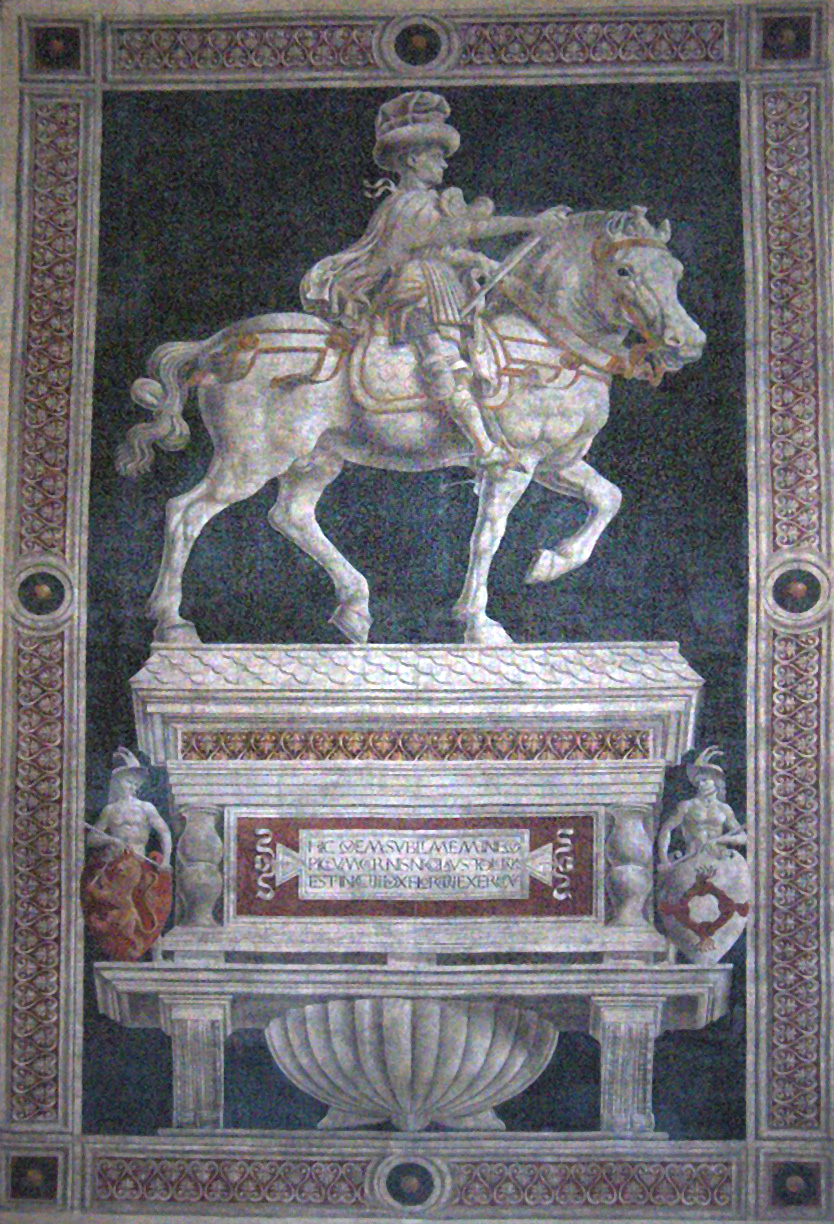
Niccolò da Tolentino lovas portréja (1456, freskó)
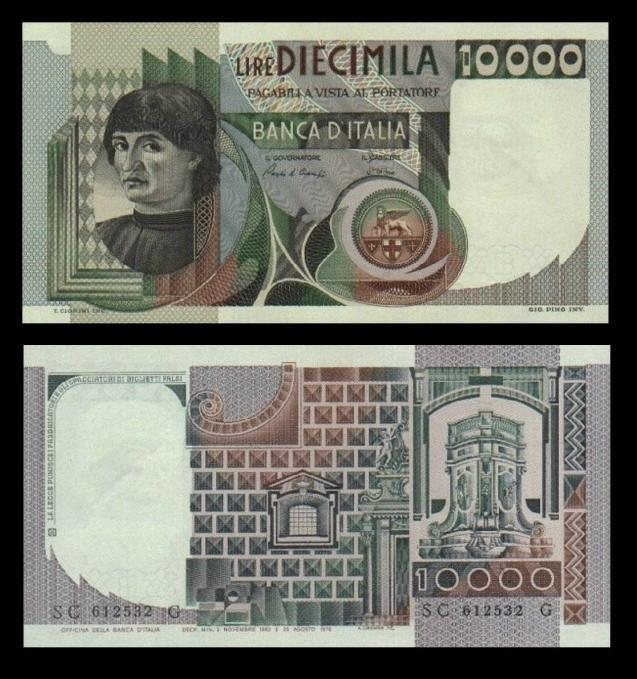
Niccolò Machiavelli Andrea del Castagno által festett portréja szerepelt az 1976 és 1984 között kibocsájtott olasz 10 000 lírás bankjegy előoldalán.